# Свети Николай (Байко)
„Свети Николай“ (на гръцки: Ναός Αγίου Νικολάου στο Μπαϊκο) е средновековна православна църква в южномакедонския град Велвендо, Егейска Македония, Гърция, част от Сервийската и Кожанска епархия.
Църквата е разположена в красива местност, на излаза на Тололакас във Велвендското поле. Построена е през византийско време. В дясната част на светилището е оцелял стенопис на Свети Николай. Свързана е с другата византийска църква от другата страна на реката „Свети Георги“. Над тях се е намирала крепост, днес наричана Палеокастро с чешмата Ай Георги. Храмът е обновен в 1992 година.